# Coca-Cola Freestyle
Coca-Cola Freestyle is een door middel van een aanraakscherm bedienbare frisdrankdispenser die door The Coca-Cola Company in 2009 werd geïntroduceerd. De machine kent wereldwijd meer dan 100 exclusieve dranken uit het assortiment van Coca-Cola merken. Hiernaast is het ook mogelijk om een eigen drankje samen te stellen. Zo kan men kiezen uit verschillende smaken van verschillende merken die dan vervolgens apart van elkaar kunnen worden ingeschonken. De machines zijn te vinden bij partners van Coca-Cola en worden gelijkmatig steeds verder uitgerold.
In 2014 bracht Pepsi een soortgelijke machine op de markt, de Pepsi Spire.

## Locaties
In september 2020 was Coca-Cola Freestyle beschikbaar in 16 landen op 3 continenten. In Azië in Singapore. In Europa in België, Duitsland, Frankrijk, Ierland, Italië, Luxemburg, Nederland, Noorwegen, Oostenrijk, Spanje, Verenigd Koninkrijk, Zweden, Zwitserland. En in Noord-Amerika in Canada en de Verenigde Staten.
Ook in Denemarken en Griekenland zijn de machines geïntroduceerd.